# Altaböke
Altaböke är en by i Hinneryds socken, Markaryds kommun, och är nu kanske mest känd tack vare  Altaböke sjö, i vilken tranor fortsatte häcka under hela 1900-talet som ett av de få ställena i Sydsverige. Den mest kända personen från byn lär vara löparen Thomas Nilsson som var svensk mästare i maraton 1956, och deltog i OS i Australien samma år.